# Palicourea hoehnei
Palicourea hoehnei är en måreväxtart som beskrevs av Kurt Krause. Palicourea hoehnei ingår i släktet Palicourea och familjen måreväxter. Inga underarter finns listade i Catalogue of Life.